# エッジ・オブ・ソーンズ
『エッジ・オブ・ソーンズ』（Edge of Thorns）は、アメリカ合衆国のヘヴィメタル・バンド、サヴァタージが1993年に発表したスタジオ・アルバム。フル・レングスのスタジオ・アルバムとしては7作目に当たる。

## 背景
バンドの中心人物であったジョン・オリヴァは、1992年6月13日に行われたフロリダ州タンパでの公演を最後に、ツアーには出ないことを表明した。それに伴い、Wicked Witchというバンドのシンガーであったザッカリー・スティーヴンスが加入する。ジョンはCDブックレットのグループ・ショットには写っていないが、本作ではプロデュース、ソングライティング、キーボードの演奏で参加しており、更に「ヒー・カーヴス・ヒズ・ストーン」と「スクラギーズ・トゥーム」ではドラムスも担当した。スティーヴ・ワコルズは、本作のレコーディングではエレクトロニック・ドラムを使用している。
ジャケットに描かれた女性は、クリス・オリヴァの妻ドーンをモデルにしている。
本作リリース後の1993年10月17日、クリス・オリヴァが交通事故死したため、本作はクリスが参加した最後のスタジオ・アルバムとなった。

## 反響・評価
バンドの母国アメリカでは、総合チャートのBillboard 200にはランク・インしていないが、『ビルボード』のトップ・ヒートシーカーズでは23位に達した。また、本作からのシングル「エッジ・オブ・ソーンズ」は『ビルボード』のメインストリーム・ロック・チャートで26位に達した。ドイツのアルバム・チャートでは7週チャート・インし、最高79位に達した。
Geoff Orensはオールミュージックにおいて、ザッカリー・スティーヴンスのボーカルについては「スティーヴンスには、ジョン・オリヴァが『ガター・バレエ』や『ストリーツ・ア・ロック・オペラ』で見せたような幅広い感情はないが、彼の大袈裟になり過ぎない歌唱法はポール・オニールとオリヴァ兄弟が書いた新曲にはよくフィットしている」と評し、タイトル曲については「忘れがたいピアノのフレーズ、獰猛なギター・リフ、そしてスティーヴンスの力強いリード・ボーカルを伴い、バンドの最良の瞬間の一つであり続けている」と評している。

## 収録曲
全曲ともジョン・オリヴァ、クリス・オリヴァ、ポール・オニールの共作。5. 7.はインストゥルメンタル。
1. エッジ・オブ・ソーンズ - "Edge of Thorns" - 5:56
2. ヒー・カーヴス・ヒズ・ストーン - "He Carves His Stone" - 4:11
3. ライツ・アウト - "Lights Out" - 3:11
4. スクラギーズ・トゥーム - "Skraggy's Tomb" - 4:23
5. ラビリンス - "Labyrinths" - 1:30
6. フォロー・ミー - "Follow Me" - 5:12
7. エグジット・ミュージック - "Exit Music" - 3:09
8. ディグリーズ・オブ・サニティ - "Degrees of Sanity" - 4:37
9. カンバセーション・ピース - "Conversation Piece" - 4:11
10. オール・ザット・アイ・ブリード - "All That I Bleed" - 4:40
11. デミアン - "Damien" - 3:55
12. マイルズ・アウェイ - "Miles Away" - 5:07
13. スリープ - "Sleep" - 3:54

### 日本盤ボーナス・トラック
1. フォーエヴァー・アフター - "Forever After" - 4:20
2. ショットガン・イノセンス - "Shotgun Innocence" - 3:30

## 参加ミュージシャン
- ザッカリー・スティーヴンス - ボーカル
- クリス・オリヴァ - ギター
- ジョニー・リー・ミドルトン - ベース
- スティーヴ・ワコルズ - ドラムス

アディショナル・ミュージシャン
- ジョン・オリヴァ - ピアノ、キーボード、ドラムス